# Den stora hednahären

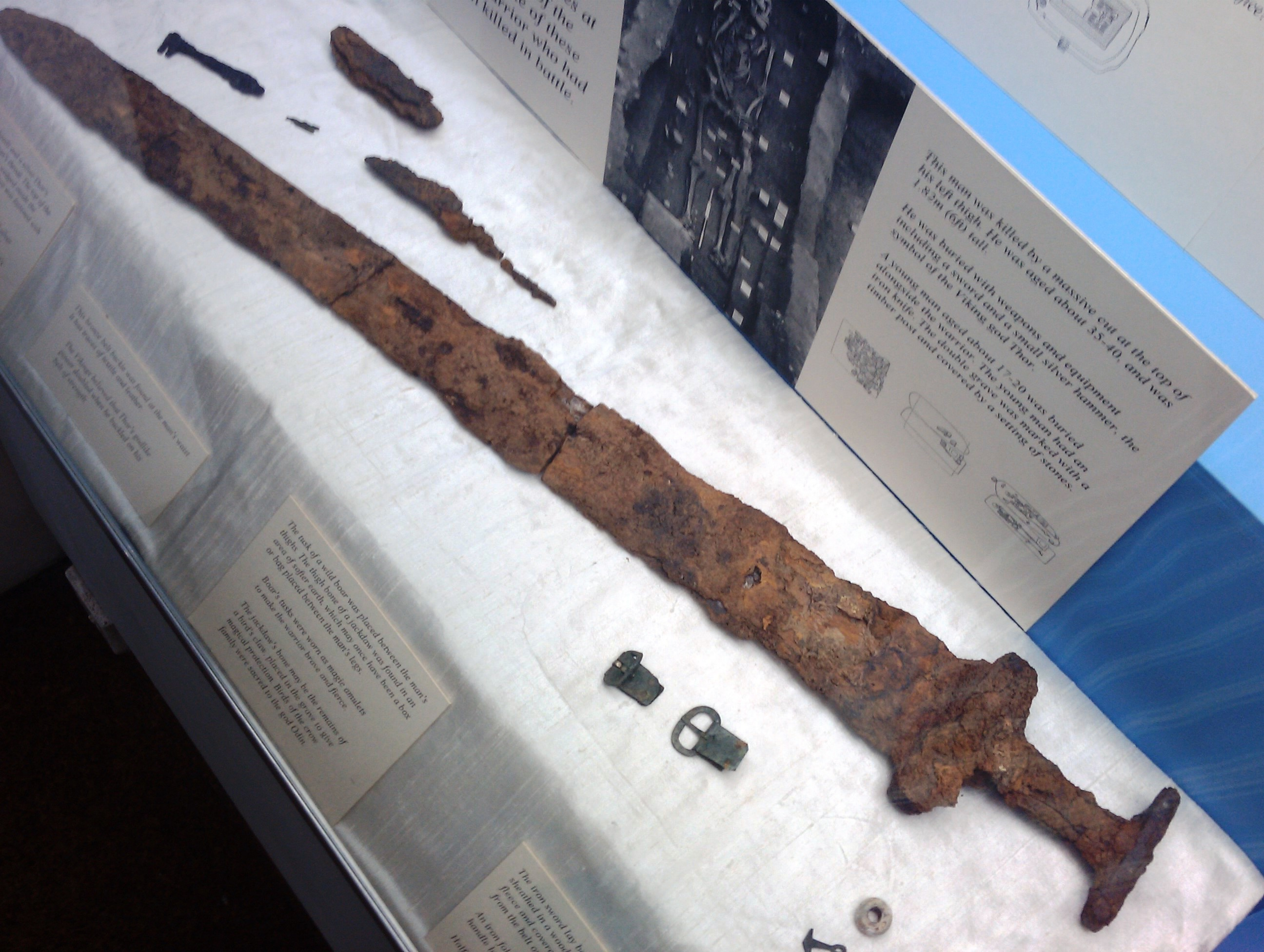
Ett svärd av en viking som begravdes i Repton i Mercia. Detta svärd är nu i Derby Museum and Art Gallery.

Den stora hednahären (The Great Heathen Army), även känd som ”den stora hären” och "den stora danska hären", var en vikingahär, som kom från Danmark, men också Norge och Sverige. Den plundrade och erövrade stora delar av England i slutet av 800-talet. Kvarvarande källor ger inga bestämda uppgifter om härens storlek till skillnad från uppgifter om många andra skandinaviska härar från denna period, men den var helt klart bland de största styrkorna i sitt slag och bestod av hundratals skepp och flera tusen krigare.
Anglosaxiska krönikan använder termen "Great Heathen Army" och innehåller många uppgifter om denna.
Ursprunget till hären kan anses vara den skara vikingar som 845 attackerade Paris, kanske under ledning av den legendariske vikingen Ragnar Lodbrok. De invaderade regionen från 850, plundrade upprepade gånger Rouen och olika mindre städer och utgick troligen på sina härjningar från lätt försvarade baser i området. Hären bestod av nordmän och även grupper av friser.[källa behövs]
Ledd av Halfdan Ragnarsson och Ivar Benlös, med stöd av Ubbe Ragnarsson, kom hären till Storbritannien i slutet av 865 och landade i Östangeln i avsikt att bosätta sig där. De nordiska sagorna anser att invasionen var ett svar på  att Ella av England dödade Ragnar Lodbrok.
I slutet av 866 erövrades kungariket Northumbria, och därefter kungariket Östangeln. 871 kom den ”stora sommarhären” från Skandinavien. Denna förstärkte den stora hedniska hären, och tillsammans kunde de 874 erövra Mercia. Belägg för deras vistelse i Derbyshire är en massgrav för 250 personer vid Repton. Samma år bosatte sig en betydande del av dem i de erövrade områdena, följt av en annan grupp 877. Halfdan flyttade norrut för att anfalla pikterna, medan Ubbe och Guthrum blev kvar som krigsledare i söder, och 876 fick de sällskap av ytterligare styrkor och vann slaget vid Wareham. Alfred den store slog dock tillbaka och besegrade slutligen hären i slaget vid Edington 878. Därefter slöts en fred med Alfred och invasionen hejdades. 
Bosättarna från hären bildade kungariket York, som fanns kvar med flera avbrott fram till 950-talet.